# The Most Beautiful Moment in Life, Part 1
The Most Beautiful Moment in Life, Part 1 (кор. 화양연화 pt.1; романизация: Hwayang-yeonhwa pt.1) – третий мини-альбом южнокорейского бойбенда BTS. Был выпущен 29 апреля 2015 года как первый альбом из их двухальбомного проекта, сфокусированного на «молодости». Состоит из 9 песен, включая главный сингл «I Need U». В июне группа занималась промоушеном песни «Dope».
The Most Beautiful Moment in Life, Part 1 был шестым самым продаваемым альбомом Южной Кореи в 2015 году.

## Подготовка и релиз
17 апреля 2015 года на YouTube был выпущен анимированный трейлер в честь камбэка группы. 19 апреля Big Hit объявил название альбома и выпустил несколько промо-фотографий. 26 апреля было выпущено превью альбома, что подтвердило «I Need U» как главный сингл. 23 апреля был выпущен тизер видеоклипа «I Need U», и хэштэг «#INEEDU» попал в мировые тренды Твиттера.
Альбом стал первым, где каждый участник принимал участие в написании текста к песням либо же продюсировании музыки. Несмотря на то, что название альбома переводится как «самые красивые моменты в жизни», группа также хочет выразить все трудности, через которые проходит молодёжь. В ответ на продолжительность подготовки материала Рэп-Монстр и Шуга объяснили, что над каждым своим альбомом они размышляют как над полноценным студийным, и каждый участник хочет «рассказать много хороших историй».
В интервью для MWave группа рассказала, что над «I Need U» они работали большее количество времени, чем над всеми своими предыдущими синглами: «Мы потратили раза в три или четыре больше времени, работая над «I Need U», по сравнению с другими песнями. Есть четыре разные версии с одинаковым битом. Это песня с постоянным редактированием. Мы вложили в неё много усилий и довольны этим».

## Промоушен
30 апреля 2015 года группа выступила на M! Countdown. Они продолжали промоушен на музыкальных шоу MBC, SBS, Arirang TV и KBS, несмотря на тот факт, что «Fun Boys» и «Converse High» были непригодны для вещания на KBS, и последний также стал непригоден для MBC. В общей сложности было одержано 5 побед на различных музыкальных программах.

## Музыкальные видео
Видеоклип на «I Need U» был выпущен 29 апреля 2015 года, и в нём значительно больше внимания уделяется именно актёрской игре, а не хореографии, что достаточно непривычно для клипов группы. За 16 часов видео набрало более миллиона просмотров. Данная версия видеоклипа имела ограничение 15+, а 10 мая была выпущена оригинальная версия с ограничением 19+.
23 июня был выпущен видеоклип на песню «Dope», набравший более миллиона просмотров менее, чем за 15 часов. 24 октября 2016 года клип набрал более 100 миллионов просмотров, став самым просматриваемым у группы и первым с таким результатом.

## Список композиций
| №                   | Название                                                                              | Текст песни                                                | Музыка              | Аранжировка         | Длительность |
| ------------------- | ------------------------------------------------------------------------------------- | ---------------------------------------------------------- | ------------------- | ------------------- | ------------ |
| 1.                  | «Intro: 화양연화» (Intro: HwaYang YeonHwa / Intro: The Most Beautiful Moment in Life) | Slow Rabbit, Шуга                                          | Slow Rabbit         | Slow Rabbit         | 2:03         |
| 2.                  | «I Need U»                                                                            | Pdogg, Ви                                                  | Pdogg               | Pdogg               | 3:31         |
| 3.                  | «잡아줘» (Jabajwo / Hold Me Tight)                                                    | Slow Rabbit, Pdogg, Ви, Рэп-Монстр, Шуга, Джей-Хоуп        | Slow Rabbit, Ви     | Slow Rabbit         | 4:35         |
| 4.                  | «Skit: Expectation!»                                                                  |                                                            | Pdogg, Bang Si-hyuk |                     | 2:27         |
| 5.                  | «쩔어» (Jjeoreo / Dope)                                                               | Pdogg, Бан Шихёк, Рэп-Монстр, Шуга, Джей-Хоуп              | Pdogg               | Pdogg               | 4:00         |
| 6.                  | «흥탄소년단» (Heungtan-Sonyeondan / Boyz with Fun)                                    | Шуга, Pdogg, Бан Шихёк, Рэп-Монстр, Джей-Хоуп, Джин, Чимин | Шуга, Pdogg         | Шуга, Pdogg         | 4:04         |
| 7.                  | «Converse High»                                                                       | Pdogg, Slow Rabbit, Рэп-Монстр, Шуга, Джей-Хоуп            | Pdogg, Slow Rabbit  | Pdogg, Slow Rabbit  | 3:29         |
| 8.                  | «이사» (Isa / Moving On)                                                              | Pdogg, Рэп-Монстр, Шуга, Джей-Хоуп                         | Pdogg               | Pdogg               | 4:52         |
| 9.                  | «Outro: Love Is Not Over»                                                             | Чонгук, Slow Rabbit, Pdogg, Джин                           | Чонгук, Slow Rabbit | Чонгук, Slow Rabbit | 2:23         |
| Общая длительность: | Общая длительность:                                                                   | Общая длительность:                                        | Общая длительность: | Общая длительность: | 30:04        |

## Чарты
| Чарт (2015)                  | Пиковая позиция |
| ---------------------------- | --------------- |
| Gaon Album Chart             | 1               |
| Billboard World Albums Chart | 2               |
| Billboard Top Heatseekers    | 6               |
| Billboard Independent Albums | 20              |
| Oricon Albums Chart          | 24              |

| Чарт (2015)         | Пиковая позиция |
| ------------------- | --------------- |
| Gaon Albums Chart   | 2               |
| Oricon Albums Chart | 45              |

| Чарт (2015)       | Пиковая позиция |
| ----------------- | --------------- |
| Gaon Albums Chart | 6               |

## Продажи и сертификации
| Чарт                         | Продажи  |
| ---------------------------- | -------- |
| Физические продажи Gaon      | 297,264+ |
| Физические продажи Oricon    | 12,061+  |
| Физические продажи Billboard | 2,000+   |

## Награды и номинации

### Музыкальные премии
| Год  | Премия                  | Номинация      | Результат | Ссылки |
| ---- | ----------------------- | -------------- | --------- | ------ |
| 2015 | Mnet Asian Music Awards | Альбом Года    | Номинация | [ 18 ] |
| 2016 | Golden Disk Awards      | Диск Бонсан    | Победа    | [ 19 ] |
| 2016 | Seoul Music Awards      | Награда Бонсан | Победа    | [ 20 ] |

### Музыкальные программы
| Песня      | Программа     | Дата            |
| ---------- | ------------- | --------------- |
| «I Need U» | The Show      | 5 мая 2015      |
| «I Need U» | M! Countdown  | 7 мая 2015 года |
| «I Need U» | Music Bank    | 8 мая 2015      |
| «I Need U» | The Show      | 12 мая 2015     |
| «I Need U» | Show Champion | 13 мая 2015     |